# 牙買加華人
牙買加華人，是指有華裔血統或純華裔血統的牙買加公民。早期的移民在19世紀來到，20世紀80年代和90年代又出現了另一波移民潮。早期移民的許多後裔已經移居國外，主要是加拿大和美國。大多數牙買加華人都是客家人，可以追溯到十九世紀末到二十世紀初來到牙買加的苦力和勞工。

## 移民歷史
大多數牙買加華人都是客家人，可追溯到19世紀末到20世紀初來到牙買加的契約勞工。英國議會在1811年研究中國人移民到西印度群島的前景，並於1843年試圖招募中國工人前往牙買加，英屬圭亞那和特立尼達和多巴哥，但沒有成事。中國移民工人最早來到牙買加的兩艘船是在1854年抵達的，第一艘是從中國直接運來的，第二艘是從巴拿馬移民到來承包種植工作的。到了1870年，又有200人到達，大部分來自其他加勒比島嶼。後來到了1884年，第三波的680名中國移民將到達。除了少數來自四邑的客家人，其中大部分是東莞，惠陽，寶安的客家人。 這第三波移民將繼續帶來更多來自中國的親屬。
中國契約移民的湧入旨在取代非法的黑奴制度。這需要簽訂一項五年合同，將勞動力的活動限定在特定的種植者和他們的莊園，如違反合同的任何條文，即對他們進行身體和經濟處罰。包括每天工作12小時，每日4美元工資，還提供食品，衣服，醫療保健和住房。雖然這些合同經常受到侵犯。 中國移民也可以獨立於契約制度。 這些獨立移民以個人自由移民的方式來支付自己的費用，也可以儲蓄，約滿後不再續約重獲自由。1917年，整個契約移民制度被取締，主要是由於當時在印度領導民族主義運動的甘地的壓力。
從1910年起，中國移民需要支付30英鎊的押金，並通過書面測試，證明他們可以用三種不同的語言寫約50個字。1931年對中國移民的限制進一步加強，到1947年又由於中國領事館的遊說而放鬆。1943年人口普查顯示居住在牙買加的12394名華人。這些被普查分為三類，即“中國出生的”（2,818），“本土出生的”（4,061）和“中國有色的”（5515），後者指的是多種族混血的兒。這這使牙買加華人成為加勒比海地區第二大華人，僅次於古巴華人。到1963年，華人在牙買加實際上壟斷了零售業，控制著90％的乾貨店和95％的超市，同時在洗衣店和賭場等其他部門擁有廣泛的控股權。
在上世紀70年代，數千名牙買加華人逃離了對他們的種族間暴力浪潮; 一開始他們主要是去了加拿大，這個國家比美國對移民比較開放，後來美國成了主要的移民目的地。結果，牙買加華人集群可以在牙買加境外找到，主要集中在加拿大多倫多，美國紐約市和南佛羅里達州。 但是，到了1980和1990年代，又有新一輪的牙買加華人移民浪潮，包括設立針對美國市場的紡織工廠的香港和台灣企業家，還經常引進中國大陸的工人。

## 社群組織
與其他地區的華僑社區相比，與移民原籍中國有關的家鄉協會在牙買加華人移民中影響力不大。十九世紀八十年代，洪門等一些秘密團體積極組織人手，然而，牙買加第一個正式的中國組織是共濟會的一個分支機構。後來，中華會館成立於1891年。中華會館成立了華人療養院，華人公立學校，華人公墓和華人救濟院。它也出版了自己的報紙。 幫助牙買加華人和中國保持強有力的聯繫，同時為牙買加華人學生制訂學校制度。 中華會館是一座兩層建築。底層由牙買加華人歷史博物館佔領。這個建築已經在牙買加郵票上顯示。
牙買加第一本中文商報“中華商報”由鄭佑康於1930年創立，五年後，由華僑公會接管，華人公會更名為華僑公報。它繼續出版直到1956年，並在1975年復刊。中國共濟會也於1956年發表了自己的手寫週報“民治周刊”。1940年創刊的《塔》是中國社會第一份英文報紙。國民黨地方分會也於1953年開始發表自己的論文《中山報》。
在牙買加獨立之前，每年都有一次的牙買加中國小姐盛會。最初是為華僑公會籌集資金，并得到了《塔》的支持。《塔》寫了社論鼓勵中國社區的女孩加入，並在一些年份提供了贊助獎。如在1955年，贏家可得兩週的邁阿密之旅。
然而，隨著選美日益盛行，非裔牙買加記者提出的指責是，那裡展現的民族自豪感是“不愛國”，“非牙買加”。這次盛會後更名為中國小姐競技俱樂部，以避免爭議，但在1962年舉行了最後的“公開種族選美比賽”。在接下來的幾年裡，牙買加的華人婦女由於害怕種族糾紛而沒有參加牙買加小姐的盛會。然而，這種非正式的色彩界線在1973年被打破，當時袁詠麟（Patsy Yuen）於1973年進入牙買加獲得小姐稱號，並在倫敦世界小姐大賽中獲得第三名。然而，袁表示自己是一個完全的牙買加人，與中國傳統關係不大，并在媒體聲明中聲稱，她甚至不喜歡中國的食物，以免“干擾官方的國家身份”。
還有一所牙買加華人社群學校，中國公立學校。它由中國共濟會於1920年設立，當時名稱是華僑公立學校，並於1922年暫停。1924年3月，一個名为新民俱乐部的华侨戏剧俱乐部资助并復興了學校，将其重新命名為新民學校，意即“新人民學校”，收取6英鎊的學費。俱乐部繼續運作该校至1928年，當時華僑公會以2300英鎊的價格購買了這所學校，把它命名為現在的名字，並把它搬到了一個更大的建築裡。 華僑公會於1944年頒布了新的法條，規定遵循中華民國教育部的規定。當時中文是主要的教育媒介，“外語”是次要的。 1945年，隨著300多名學生和競爭對手學校的興起，中華民國駐上海總領事館還要求捐款進行翻修，最終籌集了10000英鎊。在二十世紀五十年代，社區在教學語言方面引起了激烈的爭論，有人提出以實用性的課程定位，有些則認為放棄中文教學就等於放棄中國人的身份。1952年課程改為英文為主要教學媒介。到1955年，學校只有兩位能講中文的老師。之後，學校的財務起伏不定，終於在1960年中期關閉。
華人在牙買加仍然很突出。 1970年，牙買加還有11710名華人。社區依然強大，他們仍然慶祝中國傳統節日如農曆新年等。

## 族群關係
早在1911年，華人在牙買加全國建立雜貨店就引起了白人和牙買加人的關注。人們普遍認為，華人為了保險目的而對自己的財產犯有縱火罪，而以前他們只是被指控為尖銳的商業行為。
根據1934年3月31日在牙買加一份報章有關“有害毒品”的報導，有關鴉片的問題成為20世紀初對華人新移民仇外態度的早期根源之一。白人精英難以忍受的新一波大量湧現的中國移民店主。這個社論（1913年6月10日）把早期的中國移民和他們現在的“貧窮的，無知的同胞”區分開來，指責華人新移民為牙買加的“鴉片恐慌”，因為“土著人正在屈服於邪惡，致命的習慣”。這是第一場根植於鴉片毒品交易的反華思潮。

## 宗教
早期的中國移民為牙買加帶來了中國民間信仰元素，其中最典型的就是他們在古老的華僑公會大廈豎立的關帝神壇，即使在華僑公會搬遷總部之後，它們依然留在那裡。然而，自從祖先首先從中國遷徙了十幾年以後，中國傳統宗教習俗在牙買加華人中大部分已消失了。一些傳統習俗一直延續到二十世紀，在華人公墓中最為明顯，在清明節期間，家屬們會去清理祖先的墳墓，而這些習俗往往是由華僑公會組織起來的（英文稱為Gah san，客家話嫁山）;然而，隨著大部分牙買加華僑移民到北美大陸，這種公共和社區方面的清理已經消失了，實際上，華僑公會企圖在2004年恢復它。
基督教已成為牙買加華人的主要宗教；但他們主要是天主教會而非基督新教。牙買加華人社區也可以找到英國聖公會，但牙買加其他教派，如浸信會（傳統上與非裔牙買加社區有聯繫）在牙買加華人中幾乎完全沒有。牙買加華人對基督宗教的轉變有幾個方面。一些人為了獲得婚姻和生育方面的法律認可而進行了權宜的轉換，而與當地婦女建立關係的中國男子卻常常通過為孩子選擇教父母而將其吸收到教會社區，兒童出席的主日學校。
此外，中文公立學校直到六十年代中期被關閉，這有助於牙買加華人進入著名的天主教中學。二十世紀五十年代中期發生了大量的改宗，證明華人“越來越努力地適應當地社會”。中國公立學校的前校長何如鈞在那幾年吸引華裔皈依基督宗教方面發揮了重要作用。
來自香港和中國大陸的華人新移民最新浪潮在許多情況下不是基督徒，但他們並沒有帶來任何廣泛可見的非基督宗教的宗教習俗。他們當中有幾個已經是新教基督徒，並組建了自己的教堂，用漢語進行禮拜。由於語言障礙，他們與早期移民到牙買加的華人社群聯繫並不密切。

## 文化融合
经过幾代人的同化，很少有牙買加華人能夠說中文。他們大多數以英語或牙買加克里奧爾語作為他們的第一語言。 絕大多數名字都是英文的，但不少仍是中國的姓氏，常見姓氏包括張、蔣，鐘，陳、李，林，凌，黃、孔。中國的飲食文化在這個群體中也保留了下来。